# Georg Dertinger

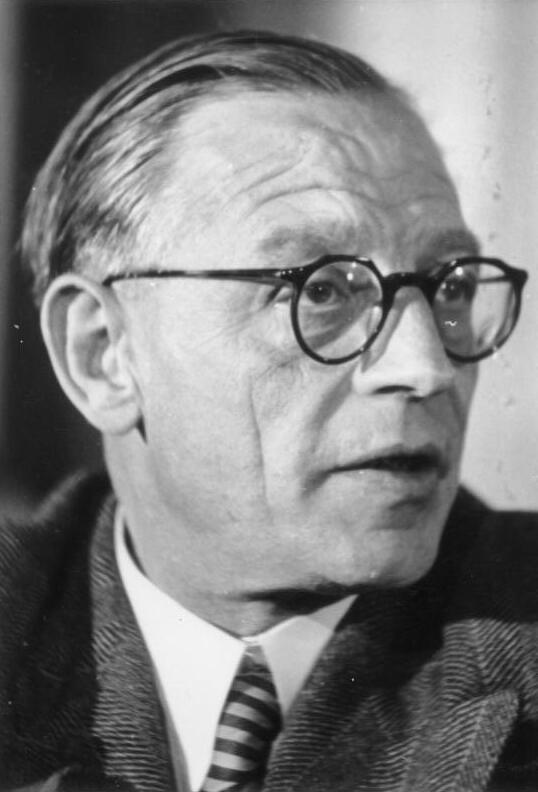
Georg Dertinger (1949)

Georg Dertinger (* 25. Dezember 1902 in Friedenau; † 21. Januar 1968 in Leipzig) war ein deutscher Politiker (DNVP, Ost-CDU). Er war der erste Minister für Auswärtige Angelegenheiten der DDR. Nach einem stalinistischen Geheimprozess war er zehn Jahre in der DDR inhaftiert.

## Leben

### Schulbildung, Studium und Beruf
Georg Dertinger besuchte ab 1910 das Realgymnasium in Lichterfelde und Dahlem. Nach dem Tod seines Vaters Rudolf Dertinger, der im Oktober 1914 als Leutnant in Ostpreußen fiel, konnte der Halbwaise Ostern 1916 eine Freistelle in der Kadettenanstalt im Schloss Plön in Holstein bekommen. Von dort kam er zwei Jahre später an die preußische Hauptkadettenanstalt in Groß-Lichterfelde, wo er nach deren Umwandlung in eine staatliche Bildungsanstalt Anfang 1922 sein Abitur ablegte. Er arbeitete während seines Studiums der Rechtswissenschaften und Volkswirtschaft an der Universität Berlin sowie auch nach dessen Abbruch bei der Magdeburgischen Zeitung und später in der Magdeburger Redaktion der Bundeszeitung des Stahlhelm. Bis 1930 war er Berlin-Korrespondent für mehrere Provinzzeitungen.

### Mitgliedschaft bei der DNVP
Dertinger war Mitglied der Deutschnationalen Volkspartei und gehörte dem Deutschen Herrenklub an. Er hatte enge Kontakte zum Tat-Kreis und wurde Chefredakteur der 1930 gegründeten DNVP-Korrespondenz Dienst Nationaler Tageszeitungen (Dienstag).
Dertinger war Mitglied im Berliner Verband der auswärtigen Presse, einem Zusammenschluss von Berlin-Korrespondenten inländischer Provinzzeitungen; und da die nationalen Blätter als Partner der Nationalsozialisten galten, wurde er 1933, im Zuge der Gleichschaltung der Presse, als stellvertretender Vorsitzender des Vorstands gewählt.
Dertinger begleitete 1933 Papen bei den Verhandlungen um das Konkordat zwischen dem Deutschen Reich und dem Heiligen Stuhl. Ab 1934 war er Mitarbeiter des Dienstes aus Deutschland, des sog. Dertinger-Dienstes für verschiedene Provinzzeitungen und das Ausland.

### Mitgliedschaft bei der Ost-CDU
Dertinger gehörte 1945 zu den Mitbegründern der Christlich-Demokratischen Union Deutschlands (CDU) in der Sowjetischen Besatzungszone und war ihr Pressereferent sowie ab 1946 Generalsekretär der CDU. Er gehörte ihrem Vorstand sowie dem Verfassungs- und Koordinierungsausschuss an. Dertinger war seit Absetzung von Andreas Hermes einer der engsten Mitarbeiter von Hermes’ Nachfolger im Parteivorsitz, Jakob Kaiser, und Leiter des persönlichen Stabes beim CDU-Vorsitzenden. Im Zuge des politischen Sturzes von Kaiser und der Gleichschaltung der Ost-CDU machte ihn die Sowjetische Militäradministration in Deutschland (SMA) auch zum Hauptgeschäftsführer. Nach Kriegsende mietete sich Dertinger das Haus Ernst-Thälmann-Straße 8 in Kleinmachnow und zog mit  seiner Familie  im Dezember 1948 in den Berliner Vorort. Dort besuchte er die Mitgliederversammlungen der von Peter Bloch geleiteten CDU-Ortsgruppe.
Dertinger wurde am 23. Januar 1950 als provisorischer Landesvorsitzender der CDU von Sachsen berufen, nachdem gegen Hugo Hickmann eine Untersuchung des Politischen Ausschusses des Hauptvorstandes der CDU in Berlin eingeleitet worden war.  Am 29. Januar 1950 stellte Dertinger im Hinblick auf die Erklärung von Hickmann die Erledigung der von ihm übernommenen Aufgabe der kommissarischen Leitung des Landesverbandes fest. Mit dem Rücktritt von Hickmann ging die Funktion des Landesvorsitzenden in Sachsen nach der Satzung auf den zweiten Vorsitzenden, Otto Freitag, über. Dertinger forderte 1951 in einer Sitzung des Politischen Ausschusses der CDU-Parteileitung  mit Hinweis auf sich ereignete „zahlreiche Fälle“, in denen Lehrer „auf Grund ihrer christlichen Haltung in ernste  Gewissensnöte gekommen“ seien, dass von den der CDU angehörenden Lehrern „kein Gewissensbekenntnis“ beim Studium des Marxismus-Leninismus „verlangt werden darf“. Gerald Götting sprach danach in dieser Angelegenheit mit dem Minister für Volksbildung Paul Wandel und der damaligen Staatssekretärin Elisabeth Zaisser. Am 30. September 1952 wurde Dertinger mit seiner als Parteiauftrag formulierten Forderung auf einer Arbeitstagung des Wissenschaftlichen Arbeitskreises der Ost-CDU in Vorbereitung des 6. Parteitages öffentlich zitiert: Christentum und deutsches Volk sind in der Wurzel nicht zu trennen.
Nach seinem Ausschluss aus der Ost-CDU im Zusammenhang mit seiner Verhaftung 1953 erschien in der DDR erst wieder 1983 eine über 30 Jahre alte Abbildung von ihm – Blick Gerald Göttings auf Georg Dertinger und umgekehrt – zusammen mit weiteren Mitgliedern einer Sitzung des Politischen Ausschusses der CDU im Berliner Haus der Parteileitung aus dem Sommer 1952.

### Abgeordneter und Minister

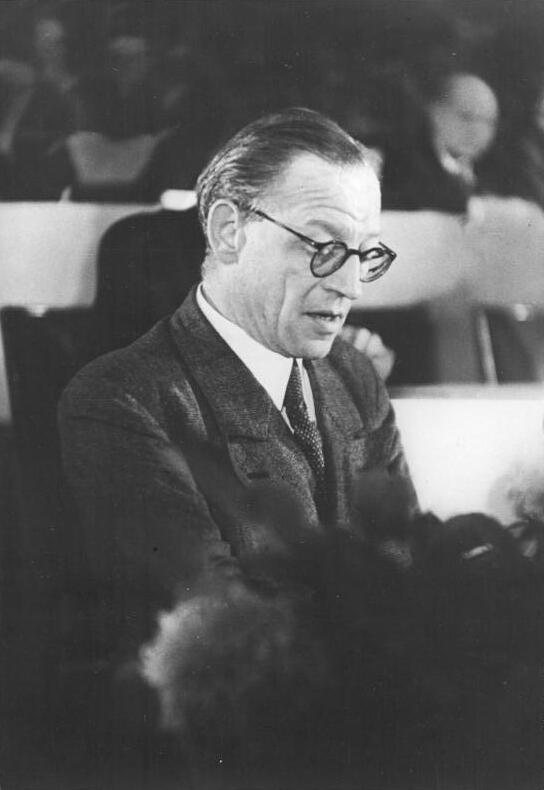
Rede zur DDR-Gründung

Von 1949 bis 1953 war Dertinger Abgeordneter der Volkskammer und erster Minister für Auswärtige Angelegenheiten. Am Entwurf der ersten Verfassung der Demokratischen Deutschen Republik hatte er entscheidenden Anteil und die CDU-Zeitung Neue Zeit veröffentlichte im Oktober 1949 seine außenpolitische Zielstellung. Am 6. Juli 1950 unterzeichnete er als solcher das Görlitzer Abkommen mit Polen über die Oder-Neiße-Grenze und zusammen mit dem amtierenden polnischen Außenminister Stanisław Skrzeszewski das Abschlussprotokoll der Grenzmarkierung am 27. Januar 1951 in Frankfurt/Oder.
Außenminister Dertinger stellte im Sommer 1952 den Antrag an die Parteileitung der Ost-CDU, eine Glocke zu stiften und sie in Frankfurt an der deutsch-polnischen Grenze aufzustellen. Sein Parteifreund, das Mitglied des Sekretariats der Parteileitung, Willi Leisner, setzte sich dafür ein, dem Antrag zu entsprechen, und begründete das Vorhaben u. a. damit, dass diese Glocke „… eines Tages den Frieden und ein einigendes Deutschland in Freundschaft mit den friedliebenden Völkern einläuten (soll)“.

### Politische Verfolgung
Am 15. Januar 1953 wurde Dertinger vom Ministerium für Staatssicherheit (MfS)  wegen „feindlicher Tätigkeit“ verhaftet und in über 16-monatiger Haft mit Folterungen und Geständniserpressung in einer unterirdischen Zelle des U-Boots in Berlin-Hohenschönhausen für einen Geheimprozess vor dem Obersten Gericht der DDR „präpariert“. Entsprechend den Vorgaben des Politbüros der SED verurteilte es Dertinger zusammen mit Helmut Brandt und vier weiteren Angeklagten, weil sie es sich zum Ziel gesetzt hätten, die DDR zu beseitigen „und die Ausbeutungsverhältnisse der Monopolisten, Großgrundbesitzer und Faschisten wiederherzustellen“. Dertingers Tatbeitrag sei gewesen, „das Eindringen faschistischer bewaffneter Banden über die Demarkationslinie“ in die DDR zu organisieren. Unter dem Vorsitz Walter Zieglers erhielt Dertinger eine Strafe von 15 Jahren Zuchthaus. Bereits 1952 war das MfS an Dertingers persönlichen Presse-Referenten, Gerold Rummler, herangetreten, um von ihm belastende Informationen über seinen Vorgesetzten zu erhalten. Rummler floh daraufhin nach West-Berlin. Nach dem Prozess war Dertinger in Haft in der Sonderhaftanstalt Bautzen II. 1964 wurde Dertinger nach Fürsprache Göttings bei Walter Ulbricht nach einer Sitzung des DDR-Staatsrats begnadigt. Dertinger, der in der Haft zum Katholizismus konvertiert war, arbeitete nach seiner Entlassung für den St. Benno Verlag in Leipzig. Götting äußerte dazu 1991, nach der Wiedervereinigung Deutschlands: „Als Nuschke mir im Januar 1953 die Verhaftung Dertingers mitteilte, war ich zutiefst bestürzt. Noch am Vorabend hatten wir in seiner Dienstwohnung in Pankow zusammengesessen. Auch Otto Grotewohl, der damalige Ministerpräsident, war betroffen und kannte keine Zusammenhänge. Bis heute kenne ich die gerichtlichen Akten nicht. Später wurde davon gesprochen, daß Georg Dertinger im Vertrauen auf das Deutschlandkonzept des ehemaligen sowjetischen Geheimdienstchefs Beria eigenmächtige Initiativen und Verhandlungen zur Bildung eines einheitlichen, neutralen Deutschlands geführt habe. Damals waren weder Washington noch das offizielle Moskau daran interessiert. Georg Dertinger hatte seine Möglichkeiten überschätzt.“

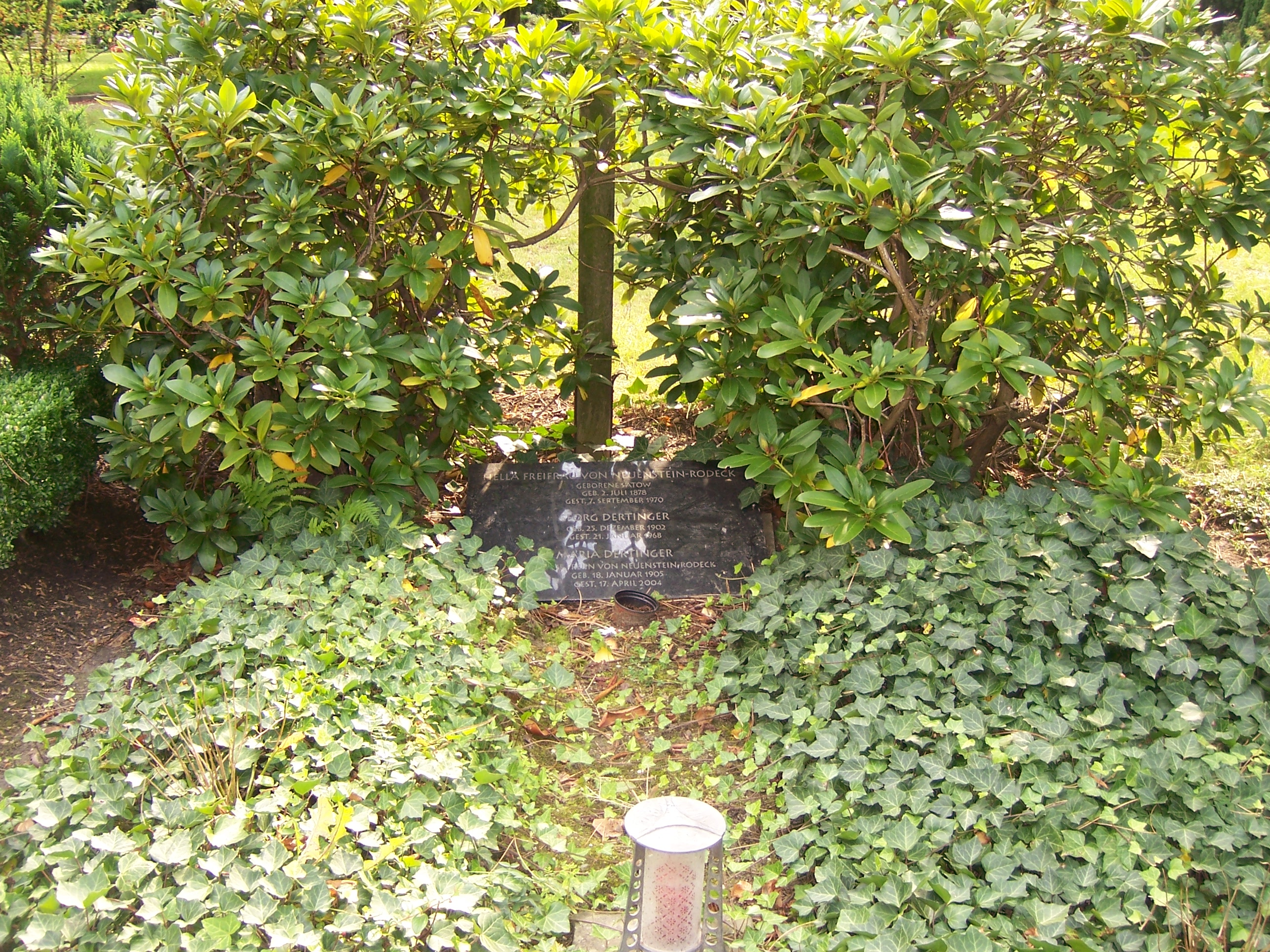
Grabstätte Georg Dertinger und Frau auf dem Südfriedhof in Leipzig

Auch die Familie Dertingers wurde Opfer stalinistischer Verfolgung: Seine Ehefrau, Maria Dertinger (1905–2004), wurde zu acht Jahren Zuchthaus verurteilt, die sie nicht voll verbüßen musste. Der damals mit 15 Jahren älteste Sohn Rudolf erhielt drei Jahre Zuchthaus nach Erwachsenenstrafrecht und flüchtete danach in den Westen, wo er Journalist, unter anderem bei der Kölnischen Rundschau und den Aachener Nachrichten, wurde. Die 13-jährige Tochter Oktavia wurde nach der Haft in die Obhut der ebenfalls zunächst verhafteten und dann ins Erzgebirge verbannten Großmutter gegeben. Der damals neunjährige Christian kam mit neuer Identität zu SED-treuen Pflegeeltern, wurde nach acht Jahren seiner freigelassenen Mutter zurückgegeben und konnte erst nach der friedlichen Revolution sein Schicksal erkunden. Georg Dertinger lebte bis zu seinem  Tod Anfang 1968 in Leipzig.

### Rehabilitierung nach der friedlichen Revolution
Das Parteivorstands-/Hauptvorstandsmitglied Horst Sladeczek, CDU-Mitglied seit 1946 setzte sich 1989 besonders für die vollständige Rehabilitierung von Dertinger ein:

„Wenn die Geschichte der DDR neu geschrieben würde, seien auch für die CDU solche Überlegungen angebracht. Dabei wäre es angeraten, Persönlichkeiten wie den ehemaligen Außenminister Georg Dertinger neu und in einem objektiven Licht zu beurteilen.“

Er kannte den ersten DDR-Außenminister noch persönlich insbesondere deshalb, weil er sich als junger Unionsfreund – wie sich die Parteifreunde damals bezeichneten – Anfang der 1950er Jahre auf einem außenpolitischen Lehrgang an der Deutschen Verwaltungsakademie „Walter Ulbricht“ in Forst Zinna befand, um sich als „persönlicher Referent“ für den DDR-Außenminister vorzubereiten.
In einem Leserbrief an die Zeitung „Neue Zeit“ beschrieb Sladeczek die Auffassung der erneuerten CDU-Parteileitung zum Partei-Ausschluss Dertingers und bemühte sich die 1953 ergangene Parteistrafe zu erklären: „… Politik war und ist immer auch die Kunst des Möglichen. Was aber war damals politisch für die CDU möglich? Stalin lebte noch, der Stalinismus war also personifiziert. Der ‚Kalte Krieg‘ trieb einem neuen Höhepunkt zu. In der Außenpolitik standen auch die Sicherheitsinteressen der Siegermächte auf dem Spiele, und ihre Truppen waren im Lande präsent. Wurde ein solcher Sekretariatsbeschluss vielleicht ‚erwartet‘ oder ‚dringend empfohlen?‘ Und dem neuen Parteivorstand der DDR-CDU war in der Wendezeit 1989/90 klar geworden: ‚Die Aufarbeitung des Falles Dertinger (und ähnlicher weniger spektakulärer Repressionen gegen andere Unionsfreunde in jener Zeit) gehört zu der Ehrenschuld der ‘Umkehr in die Zukunft‘ der CDU.“ Dertinger wurde im Verlauf des Jahres 1990 politisch und juristisch rehabilitiert. Nach der Deutschen Wiedervereinigung hob das Landgericht Berlin im September 1991 das Urteil von 1954 wegen „Aussageerpressung und Rechtsbeugung“ auf.
Sein Nachlass wird von der Konrad-Adenauer-Stiftung verwaltet.